# Lostriță
Lostrița (Hucho hucho) este un pește răpitor dulcicol, din   familia salmonide (Salmonidae),  din apele mari curgătoare de munte cu fund pietros din bazinul hidrografic al Dunării. Este o specie endemică în bazinul dunărean. În România este pe cale de dispariție, din cauza pescuitului, pentru care motiv lostrița este pusă sub protecția legii și se pescuiește numai cu autorizație specială. Are o valoare economică ridicată.
Lostrița este cel mai mare salmonid din apele României, ajungând la 1-2  m lungime și 10-52 kg greutate. Totuși exemplarele cele mai des întâlnite n-au decât 2-3 kg greutate. Lostrița este pește răpitor și lacom, ce face mare pagubă între pești. Are un corp alungit, cilindric și acoperit cu solzi relativ mari. Capul este mare, cu bot conic, gura largă cu dinți puternici, dispusă terminal. Înotătoarea dorsală este așezată înaintea înotătoarelor ventrale, iar înotătoarea anală mult în urma înotătoarei dorsale. Există o înotătoare adipoasă. Coloritul corpului este cenușiu-brun pe spate, iar pe laturi și abdomen argintiu. Lostrița depune icrele pe funduri pietroase, în martie-aprilie. Se practică și reproducerea artificială.

## Etimologia denumirii științifice
Hucho, latinizarea numelui german Huch, dat lostriței.

## Denumiri populare
Lostriță, puică (pe Cerna), lostoză, lostocă, lostiță, lostruță, lostucă.

## Dimensiuni
Este cel mai mare salmonid al apelor noastre: ajunge până la 1,2-1,5 m lungime și 10-20 kg greutate (greutatea maximă înregistrată 52 kg); exemplarele obișnuite au 2-3 kg greutate și 50-70 cm lungime. Poate trăi 15-20  ani.

## Descrierea

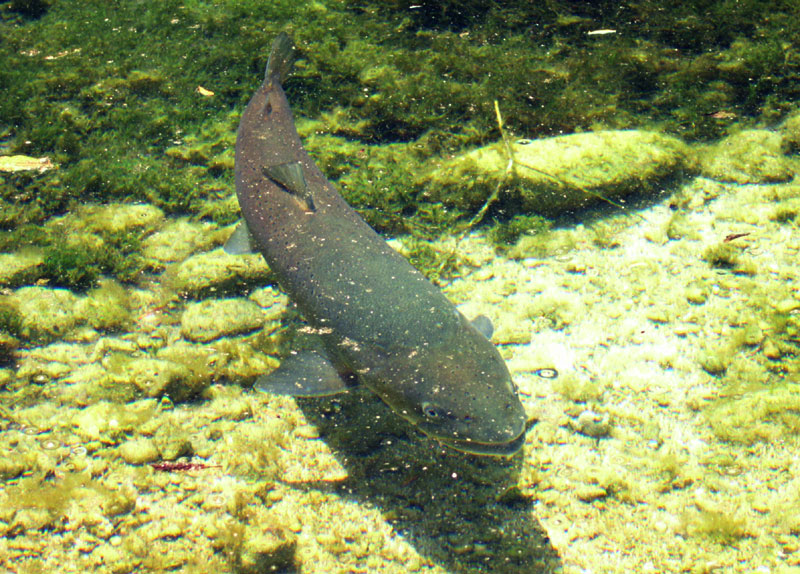
Lostrița

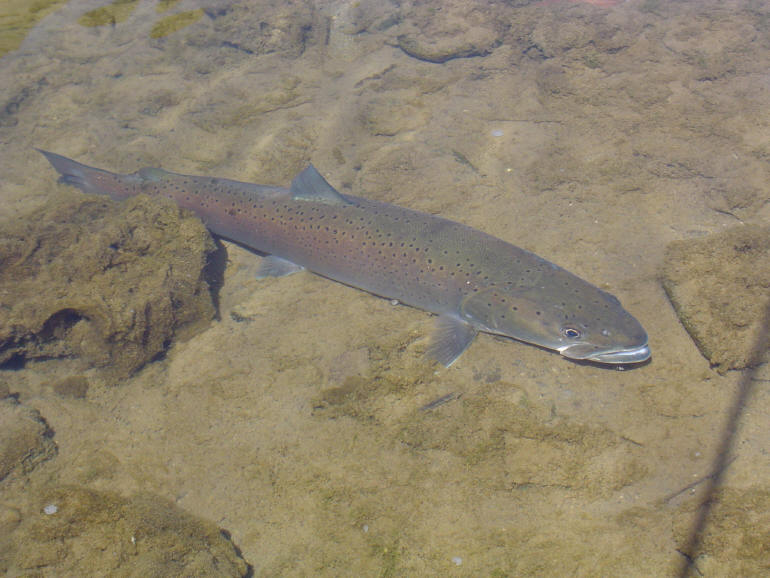
Lostrița

Corpul este alungit și gros, slab comprimat lateral, aproape cilindric în secțiune, acoperit cu solzi relativ mari. Înălțimea maximă a corpului este egală cu 15,09-20,0% din lungimea corpului la peștii adulți și 14,9-15,7% la cei tineri.
Capul mare și lung, lățit dorsoventral, ca la știucă. Lungimea capului depășește mult înălțimea maximă. La peștii adulți, capul reprezintă 22,7-24,9% din lungimea corpului; la tineri, 27,6-27,9%. Botul este conic și ascuțit.
Gura foarte mare și largă este dispusă terminal, ajunge sub partea anterioară sau sub mijlocul ochiului și este prevăzută cu dinți puternici și numeroși pentru a prinde prada vie.  Marginea maxilarului și inserția mandibulei sunt situate puțin în urma marginii posterioare a ochiului. Vomerul (prevomerul), în formă de barcă, este mai masiv și mai scurt decât la celelalte salmonide; pe marginea lui anterioară sunt 4-8 dinți puternici încovoiați, dispuși într-un singur rând transversal; la exemplarele bătrâne, majoritatea acestor dinți cade. Dinții de pe vomer se continuă, fără întrerupere, cu cei de pe palatine. Pe manubriu vomerului, dinții lipsesc. Manubriul vomerului este scurt și lat; iar la exemplarele bătrâne el e concrescut cu parasfenoidul. Pe marginea limbii, câte un rând de 6-8 dinți. Falca inferioară este prevăzută cu 18-20 de dinți ascuțiți și încovoiați, iar cea superioară cu 13-15 dinți.
Ochii sunt, relativ, mici; cu un diametru care reprezintă 12,1-16,4% din lungimea capului la peștii adulți și 20,5-27,0% la tineri. Spațiul interorbitar este convex.
Au o înotătoare adipoasă foarte dezvoltată, care se inserează deasupra părții posterioare a înotătoarei anale. Înotătoarele ventralele se inserează sub partea terminală a înotătoarei dorsale. Înotătoarea anală se inserează mult în urma înotătoarei dorsale și a înotătoarelor ventrale. Înotătoarea codală este evident excavată, iar pedunculul caudal scund.
Înotătoarea dorsală cu III-V radii simple, neramificate urmate de 8-11 radii ramificate. Înotătoarea anală cu III-V radii simple, neramificate și 7-9 radii ramificate. Înotătoare ventrală cu I-II radii simple, neramificate și 8-9 radii ramificate. Înotătoare pectorală cu I radie simplă, neramificate  și 14-17 radii ramificate.
Linia laterală aproape rectilinie cu 180-200 solzi. Deasupra liniei laterale, până la începutul dorsalei, sunt 18-20 solzi, iar sub linia laterală, până la începutul ventralei, sunt dela 20-24 solzi.
Spini branhiali pe primul arc în număr de 15-19. Au în jur de 200 de apendice pilorice. Vertebre în număr de 66.
Numărul de cromozomi: 2n = 82.

## Colorația

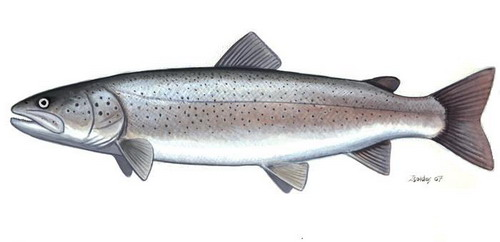
Lostrița

Colorația pe spate, este închisă, brun-verzuie, brună, vânătă sau cenușie; flancurile sunt argintii; abdomenul alb-argintiu sau alb-cenușiu. La unele exemplare mari, mai ales la cele bătrâne, flancurile bat în roșcat. Capul, deasupra, este închis la culoare; laturile lui sunt de un verde închis, cu reflexe metalice. 
Pe cap, piesele operculare, partea anterioară a spatelui și, în parte, pe flancuri, sunt mici pete negre, rotunjite sau în formă de X, relativ distanțate, ocupând 1 sau 2 solzi. Spre partea posterioară și pe flancuri aceste puncte capătă o formă semilunară. 
Înotătoarele sunt închise la culoare, cenușii sau roșcate, cu reflexe verzui sau gălbui. Înotătoarea dorsală și caudală cu puține pete negre; celelalte înotătoare sunt lipsite de pete. Înotătoarea adipoasă cu pete negre, rotunjite.

## Dimorfismul sexual
Dimorfismul sexual este slab pronunțat: la masculi, botul este mai ascuțit, iar colorația, mai ales cea de pe abdomen, e mai închisă.
În timpul perioadei depunerii icrelor, masculii maturi au fălci în formă de cârlig și pielea mai groasă, sub formă de crusta întărită ("butonii  de  dragoste") pe cap și spinare, iar femelele capătă o tonalitate vie a culorilor.

## Distribuția geografică
Este o specie endemică bazinului dunărean. Este răspândită în apele curgătoare de munte din bazinul superior al Dunării. Are o distribuție geografică fragmentată în bazinului dunărean. 
Când a intrat în declin din cauza schimbărilor ecologice de pe Dunăre a fost introdusă în bazinele altor râuri din Europa: porțiunile superioare a fluviilor Odra, Vistula (Polonia), Tagus (Spania), Rhône (Franța), Lacul Constance (Germania).
Lostrița a fost identificată în următoarele țări: Austria, Bosnia și Herțegovina, Croația, Republica Cehă, Germania, Ungaria, Muntenegru, Polonia, România, Serbia, Slovacia, Slovenia și Ucraina.

### Distribuția geografică în România
Din cauza pescuitului abuziv, ilegal (braconaj), poluării și al altori factori, lostrița este azi pe cale de dispariție. 
Odinioară (între sfârșitul secolului al XIX-lea și începutul secolului al XX-lea) lostrița se găsea în mai multe râuri din România: în Mureș (până la Alba-Iulia), Cerna din Banat (până la vărsare), Dunăre (în zona cataractelor), Olt (în Transilvania, Oltenia și Muntenia), Jiu (în Transilvania și Oltenia), Lotru, Argeș, Râul Târgului, probabil și în Crișuri (Crișul Negru, Crișul Alb, Crișul Repede), Strei, Timiș, Râul Doamnei, Buzău, Siret, Moldova, Suceava.
Astăzi mai trăiește numai în afluenții de munte ai Dunării: în Tisa (în porțiunea de frontieră de la Sighet), în Vișeu (de la Vișeul de Jos până la vărsarea în Tisa), Vaser  (afluent al Vișeului, pe o porțiune de circa 24 km de la Cozla până la confluența cu Vișeul), pe o porțiune foarte scurtă pe Novăț  (afluent al Vaserului), Ruscova (afluent al Vișeului), Bistrița Moldovenească (de la haitul Iacobeni până în lacul de baraj Bicaz) și Dorna (afluent al Bistriței, de la Poiana Stampei până la vărsare). Se mai găsește ocazional în Suceava (afluent al Siretului, la Rădăuți) și Moldova  (afluent al Siretului, la Câmpulung și Fălticeni), exemplare probabil antrenate de viiturile ocazionale ale râului Bistrița în Siret, de unde au urcat ulterior în Suceava și Moldova. În Cerna a dispărut, localnicii  păstrându-i doar amintirea sub numele de "puică".
În România au fost repopulate cu lostriță după anii 60 râurile Lotru (în 1971), Mureș (în 1972), Someșul Cald (în 1972 și 1975), Crișul Repede (în 1974), lacurile și lacurile de acumulare: Vidra (în 1973-1974), Izvorul Muntelui (Bicaz), Pecineagu, Vidraru și Brădișor.
În râurile noastre de munte nu urcă niciodată la izvoare, iar în afluenții de munte ai Dunării nu coboară prea jos.

## Habitatul și comportamentul
Lostrița este o specie dulcicolă, bentopelagică, răpitoare.
Trăiește în râuri mari și late de munte (zona lipanului și moioagei) cu apă adâncă și curent puternic și fund pietros. Preferă apele bine oxigenate și reci (6°C-18°C). De obicei, trăiește în ape adânci umbrite de vegetația riverană abundentă, de multe ori în vecinătatea unor structuri artificiale, cum ar fi ecluze și poduri. Lostrița nu trăiește în ape stagnante, în lacuri este foarte rară, și este întâlnit numai în apropiere de afluenții tributari.
Ascunzișurile lostriței sunt de obicei reprezentate de gropile adânci din părțile laterale ale curentul principal, sub pietre mari, sub steiuri de stâncă, sub rădăcini scufundate, printre bolovanii de la fundul șipotelor, sub maluri râpoase, sub umbrele cascadelor sau în bulboane, cotloane. Posturile de pândă sunt steiurile de stâncă și alte ascunzișuri, de unde se aruncă fulgerător asupra prăzii. Peștii tineri trăiesc în apele mai mici, pentru ca pe măsură ce înaintează în vârstă să-și caute ape mai largi, spre zona de mijloc a râului. Ziua sta ascunsă în gropile adânci ale fundului, noaptea iese la vânat.
Are un comportament teritorial, mai evident la masculii bătrâni care se stabilesc în porțiuni de râu de unde alungă fiecare rival posibil, apărându-și teritoriul. Este un pește de obicei solitar, însă peștii adulți nu sunt solitari.
Face doar migrații scurte în timpul perioadei de depunere a icrelor, când se urcă în râuri pentru a se reproduce în afluenți.
Este o specie foarte sensibilă la alterarea mediului și la poluare, aceștia fiind factori de primă importanță care au dus la dispariția speciei din diverse locuri.

## Hrana
Este un pește răpitor foarte lacom și hrăpăreț. Hrana constă aproape exclusiv din pești. Vânează, în special, noaptea. Este un adevărat "tigru" al apelor de munte. Posturile de pândă sunt steiurile de stâncă, de unde se aruncă fulgerător asupra prăzii.
Peștii adulți, mănâncă, mai ales, alți pești, ocazional mamifere acvatice mici (șoareci de baltă, șobolani de apă și alte rozătoare de apă etc), păsări de apă mici (făcând salturi acrobatice după ele), amfibieni (broaște), reptile, rar nevertebrate. Peștii consumați sunt în special ciprinide: scobarul (Chondrostoma nasus), mreana vânătă (Barbus petenyi), cleanul (Leuciscus cephalus), beldița (Alburnoides bipunctatus), boișteanul (Phoxinus phoxinus), porcușorii (Gobio), grindelul (Barbatula barbatula) etc., apoi zglăvoaca (Cottus gobio), lipanul (Thymallus thymallus), păstrăvul de munte (Salmo trutta fario), oblețul (Alburnus alburnus), mihalțul (Lota lota) ș.a. Îi sclipesc ochii după orice pradă vie și tratează cu desconsiderare mortăciunile. Cu cât înaintează în vârstă, cu atât devine mai răpitor, atacând tâlhărește, în special în cursul nopții. După atâta hrană, crește repede, dacă compoziția și temperatura apei îi sunt  pe  plac.
Alevinii se hrănesc cu plancton și microinvertebrate. Deja puii de câteva luni încep să consume puiet de pește, îndeosebi de scobar (Chondrostoma nasus), dar și din propria specie (de altfel cel mai accentuat canibalism dintre toți peștii îl găsim la lostriță)  și doar în lipsa puietului consumă insecte, larve de insecte și diferite specii de nevertebrate bentonice. Pentru a prinde insectele și larvele de insecte cutreiere lungul apei uneori kilometri întregi, iar dacă găsește pui de scobar nu se deplasează departe.

## Paraziți și răpitori
Lostrița este susceptibilă la boli bacteriene, cum ar fi boala enterică a gurii roșii (Yersinia ruckeri),  ciuma lostrițelor (Bacillus salmonis) și la infecțiile virale și este gazdă a diverși paraziți. Ciupercile Saprolegnia și Achlya atacă lostrița numai în crescătorii.
Se cunosc paraziți pe branhii (Basanistes huchonis) și mai mulți paraziți helmintici (Diphyllobothrium și Echinorhynchus).
Peștii imaturi și adulții mai mici cad pradă în principal somnului, știucii, șalăului și bibanului.
Acești pești intră, de asemenea, în hrana păsărilor piscivore, cum ar fi cormoranul mare, stârcii, acvila și vulturul pescar.

## Reproducerea
Maturitatea sexuală este atinsă de masculi la 3-4 ani, când exemplarele cântăresc aproximativ un kilogram, în timp ce femelele ating maturitatea sexuală la 4-5 ani, atunci când ajung la 2-3 kg în greutate.
Reproducerea are loc primăvara, la sfârșitul lunii martie sau în aprilie, dar se poate prelugi până la jumătatea lui mai. Perioada de depunere a icrelor coincide cu topirea gheții, îndată după scurgerea sloiurilor și a apelor provenite din topirea zăpezii, la temperaturi ale apei între 5 și 10°C.
Locurile de reproducere sunt situate în zona lipanului, pe râurile mari sau la gura afluenților acestora, pe fund de pietriș. Reproducătorii se urcă în susul apei pe râurile mari sau pe afluenții râurilor principale, fără ca piedicile de 1,5 m înălțime să le oprească în drumul lor, în căutare de apă de mică adâncime, cu curent puternic și foarte oxigenate, cu funduri formate din pietriș curat. Masculii ajung primii în locurile de depunere a icrelor.
În timpul boiștii (bătăii) femela e urmărită de 3-4 masculi, care se luptă între ei. Dintre victorioși, fiecare femelă își alege un singur mascul. După cucerirea unei femele masculul o apăra de eventualii pretendenți.
Ambii reproducătorii (părinți) participă la construcția cuibului, scormonind prundișul fundului cu botul și cu coada și fac o gropiță semicirculară, în formă de strachină, adâncă de 10-30 cm, acolo unde curentul este repede, cu un diametru de 60 cm (chiar până la 1,2–3,0 m) și perechea se luptă cu alte cupluri pentru a-și menține posesia. Amenajarea cuibului durează mai multe zile. După fecundația icrelor, ele sunt acoperite cu pietrișul substratului. După împerechere, ambii părinți apară cuibul aproximativ două săptămâni. 
Reproducătorii se împerecheze în fiecare an, la atingerea maturității sexuale. Numărul icrelor depuse depind de greutatea corpului. În fiecare sezon femela depune aproximativ 1600-2000 icre de fiecare kilogram al corpului. Astfel exemplarele de 4-5 kg depun 3000-4000 icre, cele de 6-8 kg depun 5000-6000, cele de 10-12 kg 8000-12000 icre. Depunerea icrelor durează 2-3 zile. Icrele sunt de culoare galben-portocalie și au un diametru de 4,8-6 mm.
La temperaturi ale apei între 8 și 10°C, dezvoltarea embrionară durează aproximativ 25-40 zile, după care din ele ies larvele. Larvele se află în fisurile dintre pietriș până la resorbția sacului vitelin (8-14 zile).
După apariția puilor, lostrița își reia traiul solitar și recapătă pofta de mâncare și se așază din nou pe trai zbuciumat în fundul adânc al apei.

## Creșterea
Timpul minim de dublare a populației este scăzut: 4,5-14 ani (tmin = 5; tmax = 15). Specia are o creștere rapidă. Ritmul de creștere diferă de la râu la râu.
| Vârsta              | Lungime           |  | Greutate   |
| ------------------- | ----------------- |  | ---------- |
| Larvele (sub un an) | 12-15 cm          |  | 100-140 g  |
| după un an          | 30-37 cm          |  | 200-400 g  |
| după 2 ani          | peste 40 cm       |  | 800/900 g  |
| după 3 ani          | 50-60 cm          |  | peste 1 kg |
| după 4 ani          | aproximativ 60 cm |  | 1,5-2 kg   |
| la 5 ani            | 70-75 cm          |  | 2-4 kg     |
| după 6 ani          | 70-80 cm          |  | 4-5 kg     |
| 15,5 ani            | 1,5 m             |  | 21 kg      |

## Importanța economică
Lostrița prezintă un mare interes în pescuitul sportiv, mai ales la pescuitul cu musca. Este cel mai apreciat pește din România. Fiind un pește rar și foarte căutat, există mari restricții în pescuitul său. Importanța sa în pescuitul sportiv o depășește pe cea alimentară. Are carnea foarte bună; la noi se vinde (exclusiv la sursă) numai afumată. Raritatea lostriței, frumusețea și gustul delicios al cărnii au transformat-o într-un "trofeu" al undițarilor. Tot aceste însușiri au dus la statutul de specie pe cale de dispariție.
În multe țări, și în ultimii ani și în România s-a recurs la reproducerea artificială a acestei specii valoroase: fecundația artificială și creșterea puietului obținut timp de câteva luni se face în bazine special amenajate, după care indivizii sunt transferați în mediul natural. Se urmărește repopularea râurilor de munte în care a trăit dar de unde a dispărut, precum și în lacurile de baraj. Pentru obținerea de reproducători în vederea fecundației artificiale se folosesc diverse plase, îndeosebi sacul și undița.

## Starea de conservare
Aria de răspândire originară a lostriței este foarte fragmentată, fiind limitată numai la bazinul Dunării.
Supraviețuirea majorității populației este dependentă de introducerea regulată de material provenit din acvacultură. Reproducerea naturală se produce rar, ca urmare a alterării ambientale și a consecințelor fluctuațiilor debitului de apă al râurilor. Populațiile care sunt capabile să se susțină autonom sunt foarte puține, trei au fost identificate în Austria (în Pielach, Melk și Drava), pe o suprafață totală populată de pește mai mică de 500 km² (bazată pe locurile de reproducere).
În trecut pescuitul excesiv, poluarea și construcția de baraje au dus la declinul speciei.
Actualmente principala amenințare pentru specie este reprezentată de regularizarea cursurilor apelor, efectuate de numeroase centrale hidroelectrice prezente în bazinul Dunării. Centralele contribuie, de asemenea, la fragmentarea arealului, întrerupând continuitatea râului și împiedicând urcarea în susul apei a lostriței spre locurile de reproducere. Rarefierea lostriței este, de asemenea, legată de scăderea constantă a prăzii obișnuite (scobarul etc) și a diverselor forme de poluare (mai ales în Bosnia și Croația) și a nivelului scăzut a cursurilor de apă în timpul secetei.
În România, din cauza factorilor menționați mai sus, lostrița este azi pe cale de dispariție sau chiar a dispărut din mai multe râuri în care trăia odinioară (vezi Distribuția geografică în România). Pescuitul lostritei este interzis conform OUG 23/2008.

## Protecție
Specia este protejată de legile naționale și europene care stabilesc dimensiunea minimă și perioada de prohibiție pentru pescuit. Printre măsurile de protecție se numără: repopularea râurilor cu lostriță și reglementarea pescuitului.
Lungimea minimă legală admisă la pescuit ar trebui să fie crescută până la aproximativ 70 cm (în locul lungimii minime actuale de 50-55 cm în unele țări). Lungimea minimă admisă la pescuit în România este de 65 cm.
Se fac încercări de a restabili populațiile naturale prin incubație și creștere, dar ele nu au avut rezultate deosebit de apreciabile. Aproape toate încercările de aclimatizare experimentale în alte râuri decât cele origine nu s-au încununate de succes, cu excepția unor râuri din Spania. 
În România a fost desemnate câteva situri pentru conservare: Bistrița Aurie, Călimani-Gurghiu, Munții Maramureșului, Pietrosul Broștenilor-Cheile Zugrenilor, Tisa Superioară.  
Lostrița este citată printre speciile pe cale de dispariție în protocolul Convenției de la Berna privind conservarea speciilor sălbatice și habitatelor naturale (Anexa III). Pe Lista Roșie a IUCN (Uniunea Internațională pentru Conservarea Naturii și a Resurselor Naturale) lostrița este listată ca specii în pericol de dispariție (EN).